# Botsing (natuurkunde)

Een newtonpendel op Newtons portret en de titelpagina van zijn boek de Principia (1687). Deze wieg is een voorbeeld van bijna elastische botsingen. Impuls blijft behouden, maar bewegingsenergie gaat langzaam verloren aan de botsingen, de luchtweerstand en de ophanging (torsie enzovoorts).

Een botsing is de gebeurtenis waarbij twee voorwerpen (in de ruimste zin) elkaar als gevolg van hun onderlinge beweging raken. Tussen de botsende voorwerpen wordt impuls en energie uitgewisseld. Botsingen treden op bijvoorbeeld tussen een bal en een muur, auto's of planeten, biljartballen, maar ook tussen elektronen en fotonen (Comptoneffect).
Men onderscheidt elastische (veerkrachtige) en inelastische (onelastische, onveerkrachtige of plastische) botsingen. Tijdens de botsing treedt eerst een vervormingsstoot op, waarbij de botsende voorwerpen elkaar indeuken, zoals vaak bij vallen en een verkeersongeval. Daarna kan door de veerkracht van de voorwerpen een restitutiestoot optreden, die ze uit elkaar drijft.
Bij uitbreiding moeten bij een botsing twee voorwerpen elkaar niet raken; op atomaire schaal bestaat raken zelfs niet. Maar bij een tweedeeltjesprobleem waarbij de totale energie positief is, volgt uit het behoud van energie dat de effectieve potentiële energie (potentiële energie van het krachtveld waar een term voor de invloed van rotatie bij is inbegrepen) niet hoger mag worden dan de totale energie, omdat de kinetische energie altijd positief moet zijn. Dit klopt soms enkel als de deeltjes een minimale afstand uit elkaar blijven. Er kan aangetoond worden dat de baan van de deeltjes dan een hyperbool is. Dit kan zowel voorkomen bij een aantrekkings- als bij een afstotingspotentiaal. Bij een aantrekkingspotentiaal zullen de deeltjes naar elkaar toe versnellen, elkaar rakelings kruisen en daarna achter elkaar doorvliegen en afbuigen. Bij een afstotingspotentiaal zullen de deeltjes vertragen als ze naar elkaar toe bewegen en voor elkaar afbuigen/terugvliegen. Een voorbeeld van een dergelijke botsing is de zwaartekrachtsslinger.
Men spreekt vooral van een botsing bij een relatief korte onderlinge krachtwerking, zodat men kan spreken van de snelheid vóór en na de botsing. 

## Botsingswetten
De wis- en natuurkundige en filosoof Descartes stelde in de zeventiende eeuw regels op, waaraan botsende voorwerpen moesten voldoen. Christiaan Huygens verbeterde deze en gaf de wetten voor een elastische botsing hun huidige vorm.
We beschouwen ballen 1 en 2 met massa's {\displaystyle m_{1}} en {\displaystyle m_{2}} en snelheden {\displaystyle v_{1}} en {\displaystyle v_{2}}. Twee behoudswetten spelen een rol:

### Behoud van impuls
Bij een botsing blijft de totale impuls van beide voorwerpen gelijk; dit geldt voor elke soort botsing.
{\displaystyle (m_{1}{\vec {v}}_{1}+m_{2}{\vec {v}}_{2})_{\text{voor botsing}}=(m_{1}{\vec {v}}_{1}'+m_{2}{\vec {v}}_{2}')_{\text{na botsing}}}

### Behoud van kinetische energie
Bij een volkomen elastische botsing blijft de totale kinetische energie van beide voorwerpen gelijk:
{\displaystyle \left({\tfrac {1}{2}}m_{1}v_{1}^{2}+{\tfrac {1}{2}}m_{2}v_{2}^{2}\right)_{\text{voor botsing}}=\left({\tfrac {1}{2}}m_{1}v_{1}'^{2}+{\tfrac {1}{2}}m_{2}v_{2}'^{2}\right)_{\text{na botsing}}}

## Elastische en inelastische botsing
In de volgende voorbeelden beschouwen we de botsing tussen twee gelijke massa's ({\displaystyle m_{1}=m_{2}})

### Volkomen elastische botsing

Een animatie van een elastische botsing
tussen twee gelijke massa's

Hier is de wet van behoud van kinetische energie van toepassing. Uit beide behoudswetten kan wiskundig aangetoond worden dat.
1. Het verschil in snelheid voor en na de botsing gelijk is
{\displaystyle v_{1{\text{,na}}}-v_{2{\text{,na}}}=-v_{1{\text{,voor}}}+v_{2{\text{,voor}}}}.
(Het minteken betekent dat de richting van de relatieve snelheid omgekeerd is).
2. De massa's elkaars snelheid overnemen: 
{\displaystyle v_{2{\text{,na}}}=v_{1{\text{,voor}}}} en {\displaystyle v_{1{\text{,na}}}=v_{2{\text{,voor}}}}
In een inertiaalstelsel waarbij het massamiddelpunt niet beweegt veranderen de snelheden alleen van richting en wordt er dus geen kinetische energie overgedragen (zie ook onder). Bij een centrale botsing (zie onder) met algemeen inertiaalstelsel is de overgedragen kinetische energie evenredig met de snelheid van het massamiddelpunt.

### Volkomen inelastische botsing

Animatie van een volkomen inelastische botsing tussen lichamen met gelijke massa

De beide lichamen bewegen na de botsing verder alsof ze één lichaam geworden zijn. Voorbeeld: botsing van twee klompen stopverf. De kinetische energie wordt dus voor een groot deel omgezet in een andere vorm (warmte en vervormingsenergie). Als we uitgaan van een volledige omzetting van kinetische energie, krijgen we na botsing
{\displaystyle v_{1{\text{,na}}}=v_{2{\text{,na}}}}
Met andere woorden: het verschil in snelheid is nul.

### Onvolkomen elastische botsing
Deze botsing kan beschouwd worden als een tussenstap tussen beide vorige, en benadert het best de werkelijkheid. De kinetische energie wordt geheel of gedeeltelijk gebruikt voor vervorming van de voorwerpen (bijvoorbeeld de kreukelzone van auto's in een verkeersongeval). Uit behoud van impuls en gedeeltelijk behoud van energie volgt
{\displaystyle v_{1{\text{,na}}}-v_{2{\text{,na}}}=-\varepsilon (v_{1{\text{,voor}}}-v_{2{\text{,voor}}})},
met {\displaystyle 0<\varepsilon <1} de restitutiecoëfficiënt. Met andere woorden: het verschil in snelheid is kleiner geworden.

### Algemeen
- Bij een volkomen elastische botsing is {\displaystyle \varepsilon =1} en wordt de kinetische energie behouden.
- Bij een inelastische botsing is {\displaystyle 0<\varepsilon <1}
- Bij een volkomen inelastische botsing is {\displaystyle \varepsilon =0}

## Centrale en schuine botsing
Men spreekt van centrale botsing als de beweging van de massamiddelpunten (zwaartepunten) van de botsende voorwerpen samenvalt met de lijn door beide massamiddelpunten. Deze lijn heet de botsingslijn. Een niet-centrale botsing heet een schuine botsing.

## Truc van Huygens
Christiaan Huygens bedacht een inzichtelijke rekentruc voor elastische botsingen, waarin beide botsende voorwerpen voorgesteld worden in een bewegend stelsel waar de totale impuls nul is (een nul-impuls stelsel). De snelheid van dit stelsel is de eindsnelheid bij een volkomen inelastische botsing van dezelfde voorwerpen.
Bijvoorbeeld twee massa's (1 en 2) bewegen voor de botsing naar rechts. Hun gegevens zijn (m = massa, v = snelheid)
m1 = 1 kg, v1,voor = 5 m/s
m2 = 3 kg, v2,voor = 1 m/s
waarin positieve snelheden een beweging naar rechts voorstellen.
Nu stellen we ons de botsing voor op een kar die beweegt met een snelheid van 2 m/s. Voor een buitenstaander is er niets veranderd. Maar ten opzichte van de kar zijn de snelheden nu
v1,voor,op kar = 5 m/s − 2 m/s = 3 m/s
v2,voor,op kar = 1 m/s − 2 m/s = −1 m/s (beweging naar links)
Op de kar is de som van de impulsen 1 kg × 3 m/s + 3 kg × (−1) m/s = 0. Bij de botsing keren de snelheden eenvoudig om, dus
v1,na,op kar = −3 m/s
v2,na,op kar = −(−1) m/s = 1 m/s
Voor de buitenstaander zijn de snelheden
v1,na = −3 m/s + 2 m/s = −1 m/s (beweging naar links)
v2,na = 1 m/s + 2 m/s = 3 m/s
Controle van de behoudswetten voor en na de botsing geeft: impuls (8 kg·m/s) en energie (14 J) beide behouden zoals het hoort bij een volkomen veerkrachtige botsing.
De snelheid van de kar van 2 m/s is juist de eindsnelheid bij een plakkende botsing (volledig inelastisch). Dan is de eindmassa 1 kg + 3 kg = 4 kg en de snelheid dus 2 m/s om de behouden impuls van 8 kg·m/s te krijgen. (Bij deze onveerkrachtige botsing wordt veel bewegingsenergie omgezet: er is maar 8 J over, dus 6 J is 'verloren'.)